# Puntius denisonii
Puntius denisonii es una especie de peces de la familia de los Cyprinidae en el orden de los Cypriniformes.

## Morfología
Alargado y poco comprimido lateralmente, con dos barbillones en la boca. Aleta dorsal elevada. Aleta caudal bifurcada en forma de horquilla, Los machos pueden llegar alcanzar los 15 cm de longitud total.
Diferencias Sexuales – Dimorfismo Sexual
Es muy poco perceptible, aunque para ojos expertos no lo es tanto, el macho es más esbelto y la hembra más grande y corpulenta.

## Hábitat
Es un pez de agua dulce.Arroyos de aguas claras y curso lento.

## Distribución geográfica
Se encuentra en la India.